# NGC 1351
NGC 1351 é uma galáxia {{{typ}}} localizada na direcção da constelação de Fornax. Possui uma declinação de -34° 51' 12" e uma ascensão recta de 3 horas, 30 minutos e 34,9 segundos.
A galáxia NGC 1351 foi descoberta em 19 de Outubro de 1835 por John Herschel.